# Taischet
Taischet (russisch Тайшет; auch Tajschet, wiss. Transliteration Tajšet) ist eine russische Stadt mit 35.485 Einwohnern (Stand 14. Oktober 2010) in der Oblast Irkutsk, Sibirien.

## Geschichte

### Allgemein
Taischet entstand nach 1897 aus einem Baustützpunkt und Haltepunkt der Transsibirischen Eisenbahn bei Kilometer 4515, etwa 680 km nordwestlich von Irkutsk und etwa 400 km östlich von Krasnojarsk; das Stadtrecht wurde dem Ort 1938 verliehen.
Zwischen den 1930er und 1950er Jahren war Taischet Gulag-Zentrale des Sonderlagers OserLag und der Einrichtung Angarstroi. Von hier aus wurde der Eisenbahnbau des ersten Abschnitts der Baikal-Amur-Magistrale gesteuert. Von Taischet bis Bratsk an der Angara liegt nach Gefangenen-Überlieferungen „unter jeder Schwelle mindestens ein Toter“. Neben japanischen Gefangenen der ehemaligen Kwantung-Armee stellten vor allem die Deutschen ein großes Kontingent von Zwangsarbeitern, die in der Regel zu 25 Jahren Lager verurteilt worden waren. Im Herbst 1955 wurden die Überlebenden von ihnen in Taischet gesammelt und nach Adenauers Besuch in Moskau zur Heimreise vorbereitet.

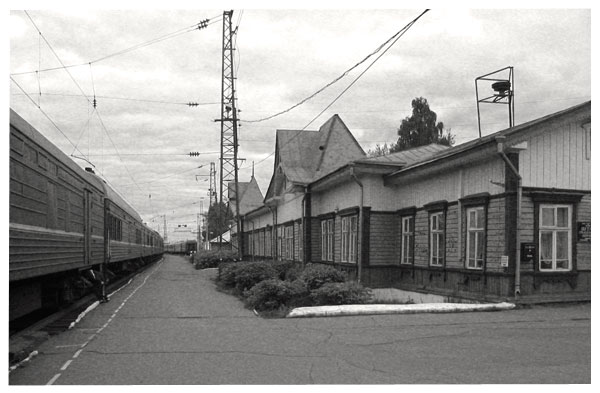
Altes Bahnhofsgebäude
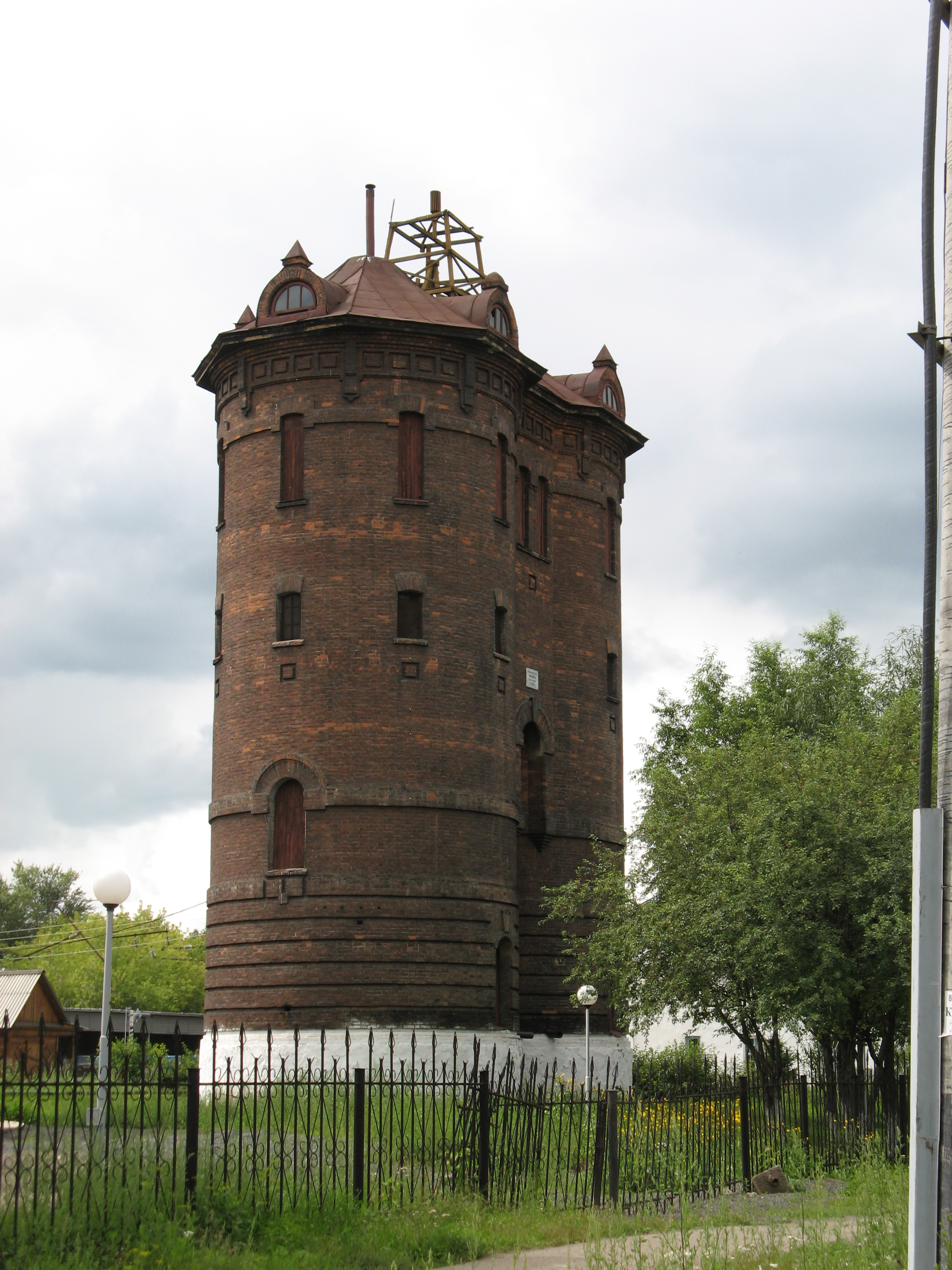
Wasserturm am Bahnhof
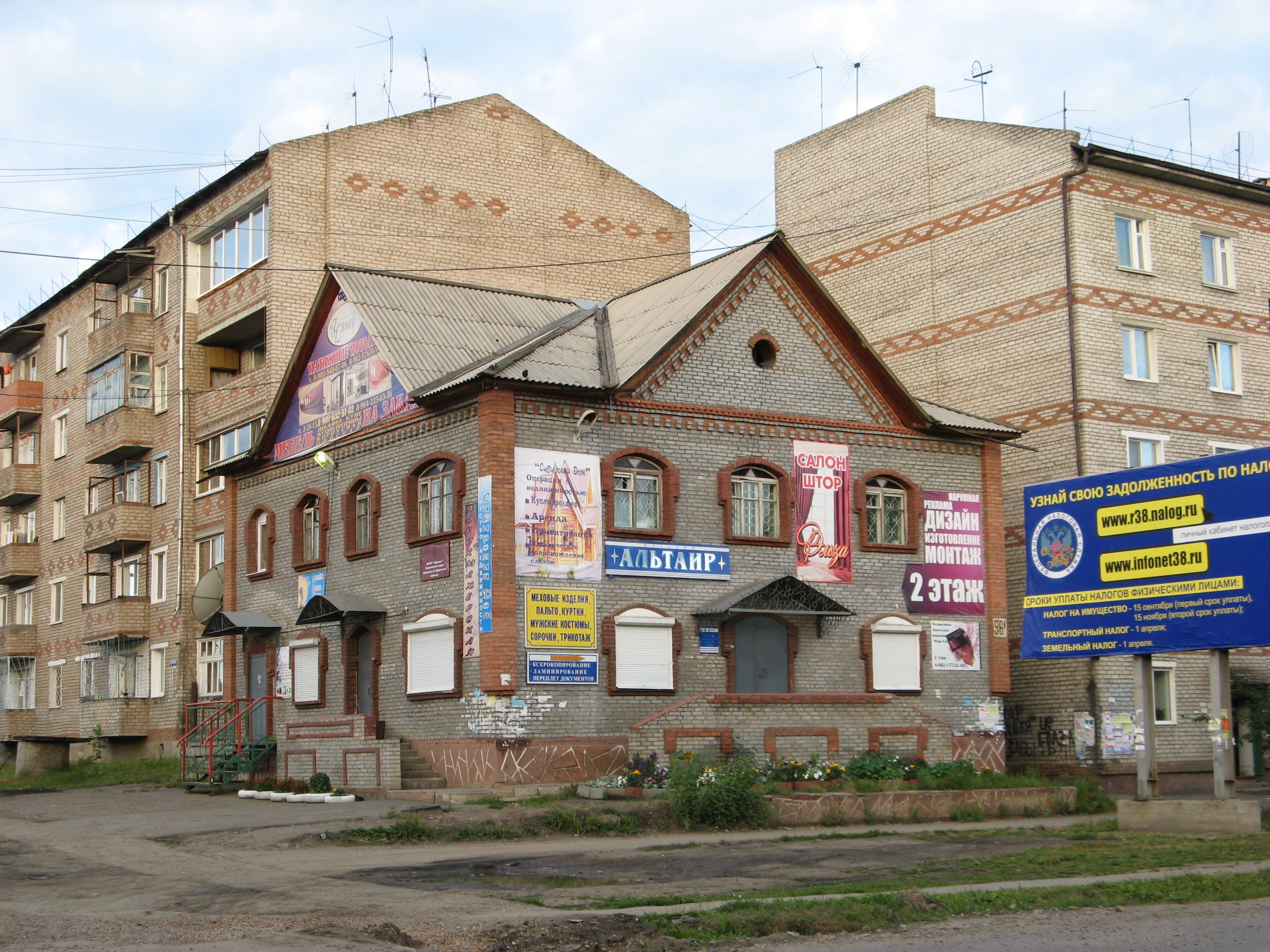
Gebäude im nördlichen Teil der Stadt
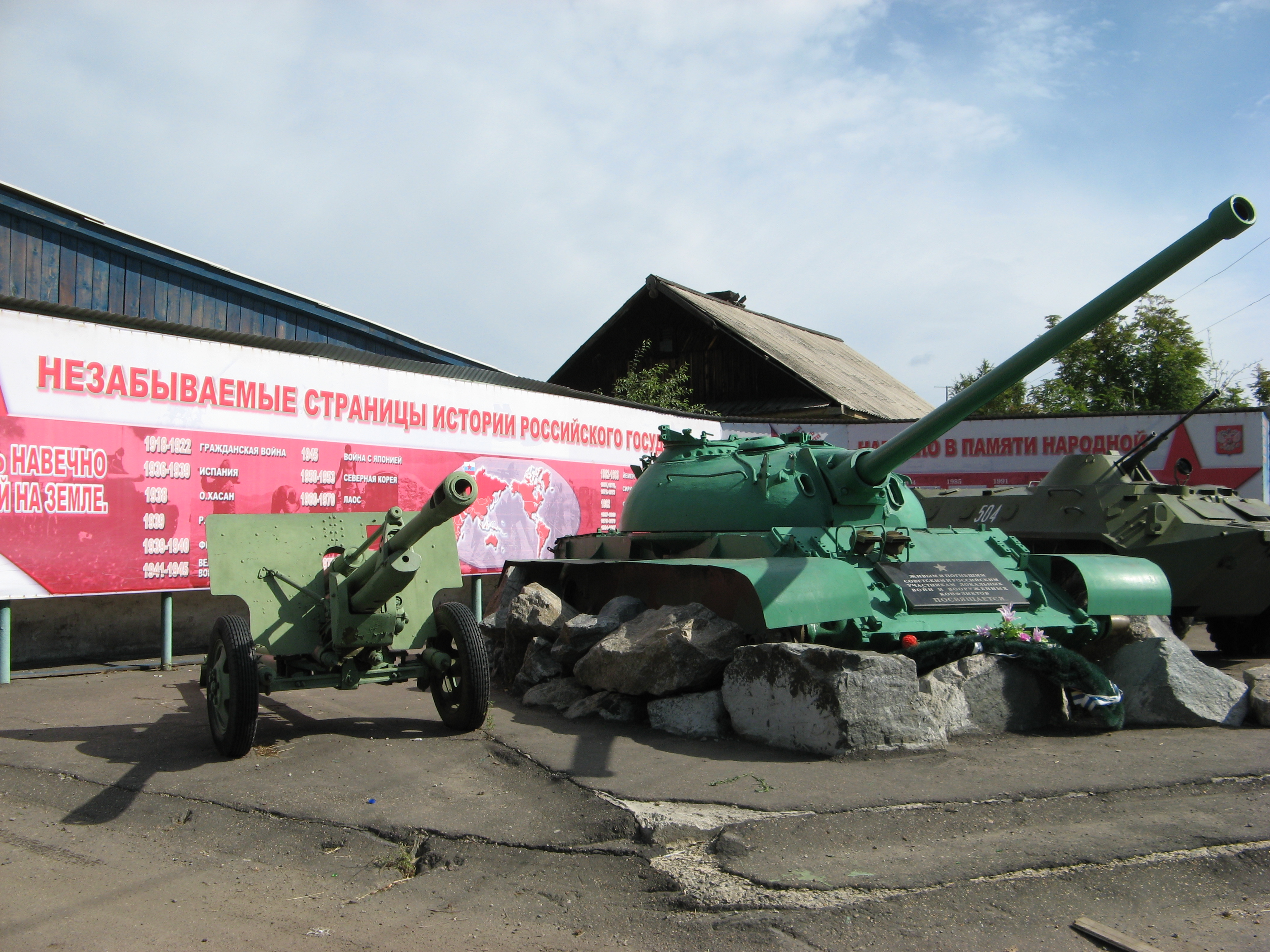
Vor dem Heimatmuseum ausgestellte Waffen

### Bevölkerungsentwicklung
| Jahr | Einwohner |
| ---- | --------- |
| 1939 | 21.087    |
| 1959 | 33.499    |
| 1970 | 34.232    |
| 1979 | 38.249    |
| 1989 | 42.391    |
| 2002 | 38.535    |
| 2010 | 35.485    |

Anmerkung: Volkszählungsdaten

## Eisenbahn
Im Bahnhof von Taischet mündet, aus westlicher Richtung kommend, die Südsibirische Eisenbahn in die Transsibirische Eisenbahn. Zudem beginnt hier die in östliche Richtung führende Baikal-Amur-Magistrale.

## Persönlichkeiten
- Helmuth Brückner (1896–1951), homosexueller Nationalsozialist, 1934 als Oberpräsident und Gauleiter in Schlesien von Hitler verbannt; starb im Straflager in Taischet
- Wladilen Letochow (1939–2009), russischer Physiker, geboren in Taischet
- Ferdinand Medlin (1892–1954), deutscher und österreichischer Gewerkschafter und Politiker, starb im Straflager in Taischet
- Paul Mintz (1868–1941), lettischer Jurist und Politiker, starb im Straflager in Taischet
- Ernst Tschickert (1889–1951), deutscher Widerstandskämpfer, Opfer des Stalinismus, starb im Straflager in Taischet